# Kakuriyo no yadomeshi
Kakuriyo no yadomeshi (かくりよの宿飯?) è una serie di light novel scritta da Midori Yūma e illustrata da Laruha, edita da Fujimi Shobō, sotto l'etichetta Fujimi L Bunko, dal 15 aprile 2015. Un adattamento manga ha iniziato la serializzazione sulla rivista B's Log Comic di Enterbrain il 30 aprile 2016, mentre un adattamento anime, prodotto da Gonzo, è stato trasmesso in Giappone tra il 2 aprile e il 24 settembre 2018.

## Personaggi
Aoi Tsubaki (津場木 葵?, Tsubaki Aoi)
Doppiata da: Nao Tōyama
Aoi è una giovane umana dotata del potere di vedere gli Ayakashi, ovvero gli esseri soprannaturali. A causa di questa caratteristica la madre la abbandonò quando era una bambina e venne salvata da un misterioso Ayakashi mascherato che la sfamò. Aoi è la nipote di Shiro Tsubaki che si prese cura di lei dopo l'abbandono della mamma e che le insegnò a cucinare. Anche il nonno di Aoi poteva vedere gli spiriti. Dopo aver sfamato Odanna per caso, viene trasportata nel Reame Nascosto, il regno invisibile agli umani, dove abitano gli ayakashi. Qui scopre che suo nonno l'ha promessa sposa a Odanna come pagamento di un suo debito, di cui non si sa molto. Incredula e per nulla desiderosa di sposarsi con un demone, Aoi chiede di poter lavorare per ripagare Odanna e per caso si ritrova cuoca in un piccolo ristorante tradizionale destinato all'abbattimento dopo che tutti l'hanno scacciata. Odanna acconsente a darle un'opportunità, donandole un fermacapelli di quarzo a forma di camelia: quando la camelia appassirà il suo tempo per ripagare il debito sarà scaduto. Le sue doti culinarie, la sensibilità e la dolcezza le permetteranno di portare avanti il suo obiettivo.
Ōdanna (大旦那?)
Doppiato da: Katsuyuki Konishi
È un oni, un demone di alto rango e gestore della locanda per spiriti Tenjin-ya situata nel nordest del Reame Nascosto. Nella locanda Odanna e i suoi dipendenti servono i loro clienti in visita per rilassarsi. Normalmente si presenta agli estranei con abiti tradizionali e una maschera da demone calata sul viso. Pare che adori consumare giovani esseri umani, specialmente quelli con un potere spirituale molto forte. Non si sa molto del suo passato e di quanto lo leghi al patto con Shiro, a quanto riferisce il nonno di Aoi venne alla locanda dandosi alla pazza gioia e indebitandosi per 100.000.000 di yen, ma alcuni accenni di altri personaggi lasciano intendere che ci sia dell'altro. Inizialmente Odanna vorrebbe prendere Aoi come sua sposa, tuttavia a seguito del netto rifiuto di lei, decide di darle l'opportunità di ripagare il debito lavorando nel piccolo ristorante tradizionale del Tenjin-ya.
Ginji (銀次?)
Doppiato da: Shun'ichi Toki
È un demone kyubi, ovvero una volpe a nove code (essere mitologico del folklore giapponese), può assumere nove aspetti diversi tra cui quello di una donna, di un volpacchiotto cucciolo, di un ragazzino e, quello che adotta normalmente, di un adulto. Fin da subito si dimostra amichevole e gentile con Aoi ed è lui che per primo suggerisce alla ragazza l'idea del ristorante nei locali della dépendance abbandonata.
Akatsuki (暁?)
È un dipendente del Tenjin-ya che lavora al banco di accoglienza. È famoso per avere un carattere forte e impulsivo e vistosi capelli e coda rossa. Ha una sorella minore di nome Suzuran che lavora come geisha presso Youto, la capitale del Reame Nascosto. Akatsuki e sua sorella sono ayakashi ragno e provengono dal mondo degli umani dove sono rimasti orfani, salvati per miracolo da Shiro che, infine, li forzò ad andare a vivere nel mondo degli spiriti per la loro sicurezza. Suzuran deciderà poi di tornarvi per ricordare i bei tempi passati.
Oryo (お涼?)
Chiamata anche "Donna della neve" ha il potere di evocare ghiaccio e neve. Lavora nella gestione del Tenjin-ya ed è innamorata segretamente del padrone. È spesso gelosa di Aoi e non sopporta che lei e Odanna siano fidanzati perciò spesso si vendica con scherzetti e dispetti ai suoi danni. Nonostante l'iniziale antipatia, ama il cibo di Aoi che spesso pilucca a scrocco. È lei che chiederà di preparare il bentō per un noto scrittore il quale, per ringraziare Aoi, scriverà per lei un articolo rendendola popolare.
Kasuga (春日?)
Kasuga è una giovane demone mutaforma tanuki, di piccola statura e molto vivace, lavora alla locanda come cameriera ed è uno dei primi personaggi con cui Aoi stringe amicizia.

## Media

### Light novel
La serie di light novel è stata scritta da Midori Yūma con le illustrazioni di Laruha. Il primo volume è stato pubblicato da Fujimi Shobō, sotto l'etichetta Fujimi L Bunko, il 15 aprile 2015 e al 15 ottobre 2018 ne sono stati messi in vendita in tutto nove.
| Nº | Giapponese 「Kanji」 - Rōmaji                                                      | Data di prima pubblicazione             | Data di prima pubblicazione |
| Nº | Giapponese 「Kanji」 - Rōmaji                                                      | Giapponese                              |                             |
| 1  | 「あやかしお宿に嫁入りします。」 - Ayakashi oyado ni yomeiri shimasu.              | 15 aprile 2015 ISBN 978-4-04-070575-0   |                             |
| 2  | 「あやかしお宿で食事処はじめます。」 - Ayakashi oyado de shokujidokoro hajimemasu. | 15 novembre 2015 ISBN 978-4-04-070679-5 |                             |
| 3  | 「あやかしお宿に好敵手きました。」 - Ayakashi oyado ni raibaru kimashita.          | 15 febbraio 2016 ISBN 978-4-04-070808-9 |                             |
| 4  | 「あやかしお宿から攫われました。」 - Ayakashi o yado kara sarawaremashita.         | 15 giugno 2016 ISBN 978-4-04-070939-0   |                             |
| 5  | 「あやかしお宿に美味い肴あります。」 - Ayakashi oyado ni umai sakana arimasu.      | 15 novembre 2016 ISBN 978-4-04-072086-9 |                             |
| 6  | 「あやかしお宿に新米入ります。」 - Ayakashi oyado ni shinmai hairimasu.            | 15 maggio 2017 ISBN 978-4-04-072252-8   |                             |
| 7  | 「あやかしお宿の勝負めし出します。」 - Ayakashi oyado no shōbu meshi dashimasu.    | 15 novembre 2017 ISBN 978-4-04-072472-0 |                             |
| 8  | 「あやかしお宿が町おこしします。」 - Ayakashi oyado ga machiokoshi shimasu.        | 13 aprile 2018 ISBN 978-4-04-072675-5   |                             |
| 9  | 「あやかしお宿のお弁当をあなたに。」 - Ayakashi oyado no obentō o anata ni.        | 15 ottobre 2018 ISBN 978-4-04-072676-2  |                             |

### Manga
Un adattamento manga di Wako Ioka ha iniziato la serializzazione sulla rivista B's Log Comic di Enterbrain il 30 aprile 2016. Quattro volumi tankōbon sono stati pubblicati tra il 15 novembre 2016 e il 31 marzo 2018.

#### Volumi
| Nº | Data di prima pubblicazione | Data di prima pubblicazione | Data di prima pubblicazione |
| Nº | Giapponese                  | Giapponese                  |                             |
| -- | --------------------------- | --------------------------- | --------------------------- |
| 1  | 15 novembre 2016            | ISBN 978-4-04-734320-7      |                             |
| 2  | 15 maggio 2017              | ISBN 978-4-04-734554-6      |                             |
| 3  | 15 novembre 2017            | ISBN 978-4-04-734874-5      |                             |
| 4  | 31 marzo 2018               | ISBN 978-4-04-735078-6      |                             |

### Anime
Un adattamento anime, prodotto da Gonzo e diretto da Yoshiko Okuda, è andato in onda dal 2 aprile al 24 settembre 2018. La composizione della serie è a cura di Tomoko Konparu, mentre la colonna sonora è stata composta da Takurō Iga. Le sigle di apertura e chiusura sono rispettivamente Tōka no manimani (灯火のまにまに?) di Nao Tōyama e Sai: color (彩 -color-?) di Manami Numakura. 
Il 1 Maggio 2024 è stata annunciata la seconda stagione, che è prevista per il 2025.

#### Episodi
| Nº | Giapponese 「Kanji」 - Rōmaji                                                          | In onda           | In onda |
| Nº | Giapponese 「Kanji」 - Rōmaji                                                          | Giapponese        |         |
| 1  | 「あやかしお宿に嫁入りします。」 - Ayakashi oyado ni yomeiri shimasu.                  | 2 aprile 2018     |         |
| 2  | 「あやかしお宿で仕事みつけました。」 - Ayakashi oyado de shigoto mitsukemashita.       | 9 aprile 2018     |         |
| 3  | 「かくりよの都にお出かけしました。」 - Kakuriyo no miyako ni odekake shimashita.       | 16 aprile 2018    |         |
| 4  | 「雪女と土蜘蛛を介抱しました。」 - Yuki-onna to tsuchigumo o kaihō shimashita.         | 23 aprile 2018    |         |
| 5  | 「あやかしとの約束を忘れてはならぬ。」 - Ayakashi to no yakusoku o wasurete wa naranu. | 30 aprile 2018    |         |
| 6  | 「あやかしお宿で食事処はじめます。」 - Ayakashi oyado de shokujidokoro hajimemasu.     | 7 maggio 2018     |         |
| 7  | 「大旦那様と雨散歩。」 - Ōdanna-sama to ame sanpo.                                     | 14 maggio 2018    |         |
| 8  | 「九尾の若旦那とお買い物。」 - Kyūbi no wakadanna to okaimono.                         | 21 maggio 2018    |         |
| 9  | 「妖老夫婦の結婚記念日。」 - Yōrō fūfu no kekkon kinenbi.                              | 28 maggio 2018    |         |
| 10 | 「あやかしお宿に好敵手きました。」 - Ayakashi oyado ni kōtekishu kimashita.            | 4 giugno 2018     |         |
| 11 | 「湯守の濡れ女と師匠の不知火。」 - Yumori no nure onna to shishō no shiranui.          | 11 giugno 2018    |         |
| 12 | 「天神屋の地下に秘密あります。」 - Tenjin-ya no chika ni himitsu arimasu.              | 18 giugno 2018    |         |
| 13 | 「あやかしお宿の大宴会。」 - Ayakashi oyado no dai enkai.                              | 25 giugno 2018    |         |
| 14 | 「南の地から黒船来ました。」 - Minami no chi kara kurofune kimashita.                  | 2 luglio 2018     |         |
| 15 | 「あやかしお宿から攫われました。」 - Ayakashi oyado kara sarawaremashita.              | 9 luglio 2018     |         |
| 16 | 「双子の板前と雨女のお嬢様。」 - Futago no itamae to ameonna no ojōsama.               | 16 luglio 2018    |         |
| 17 | 「南の地の儀式の秘密。」 - Minami no chi no gishiki no himitsu.                        | 23 luglio 2018    |         |
| 18 | 「天狗の親子の大喧嘩。」 - Tengu no oyako no ōgenka.                                   | 30 luglio 2018    |         |
| 19 | 「月の夜の銀の獣。」 - Tsuki no yoru no gin no kemono.                                 | 6 agosto 2018     |         |
| 20 | 「竜宮城の夢の跡。」 - Ryūgūjō no yume no ato.                                         | 13 agosto 2018    |         |
| 21 | 「折尾屋の若女将と若旦那。」 - Orio-ya no wakaokami to wakadanna.                      | 20 agosto 2018    |         |
| 22 | 「雷獣の警告。」 - Raijū no keikoku.                                                   | 27 agosto 2018    |         |
| 23 | 「封じられた力と開かれる心。」 - Fūjirareta chikara to hirakareru kokoro.              | 3 settembre 2018  |         |
| 24 | 「玉の枝サバイバル。」 - Tama no eda sabaibaru.                                        | 10 settembre 2018 |         |
| 25 | 「あやかしたちと花火大会。」 - Ayakashi-tachi to hanabi taikai.                        | 17 settembre 2018 |         |
| 26 | 「あやかしお宿に美味い肴あります。」 - Ayakashi oyado ni umai sakana arimasu.          | 24 settembre 2018 |         |